# 11011 KIAM
11011 KIAM este un asteroid din centura principală de asteroizi.

## Descriere
11011 KIAM este un asteroid din centura principală de asteroizi. A fost descoperit pe 22 octombrie 1981 la Observatorul de Astrofizică din Crimeea de Nikolai Cernîh. El prezintă o orbită caracterizată de o semiaxă mare de 2,40 ua, o excentricitate de 0,21 și o înclinație de 3,0° în raport cu ecliptica.